# Station Boussu-en-Fagne
Station Boussu-en-Fagne was een spoorwegstation langs spoorlijn 156 in Boussu-en-Fagne, een deelgemeente van de Belgische stad Couvin.
1,3: Momignies ·
3,4: Macon ·
6,3: Séloignes-Monceau ·
7,6: Villers-la-Tour ·
11,3: Chimay ·
15,2: Virelles ·
18,3: Lompret ·
20,5: Aublain ·
25,1: Boussu-en-Fagne ·
28,2: Mariembourg ·
32,5: Fagnolle-Roly ·
37,3: Matagne-la-Grande ·
38,9: Matagne-la-Petite ·
42,8: Romerée ·
45,4: Gimnée ·
47,3: Doische ·
51,1: Agimont-Dorp ·
56,3: Hermeton-sur-Meuse ·
58,9: Hastière